# Temburong (Distrikt)

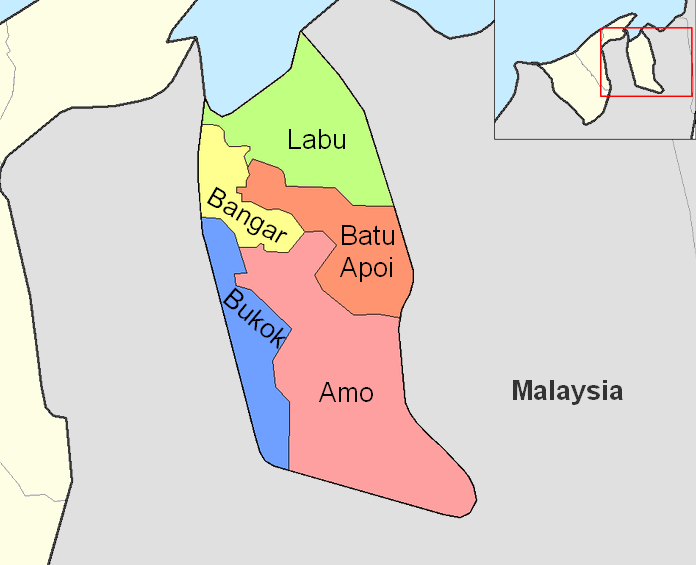
Bezirke in Temburong

Temburong ist der am östlichsten gelegene Distrikt (Daerah) des Sultanates Brunei mit 9.369 Einwohnern (Stand: Zensus 2021) auf einer Fläche von 1166 km². 2018 betrug die Bevölkerung ca. 10.900 Einwohner. Der Distrikt wird durch die Brunei Bay im Norden und Malaysia (Distrikt Trusan des Bundesstaates Sarawak) im Osten, Süden und Westen begrenzt. Er stellt somit eine unechte Exklave dar, die vom westlichen Landesteil Bruneis getrennt, jedoch vom Hauptland per Schiff und seit 2020 über die Temburong-Brücke erreichbar ist. 
Hauptstadt ist Bangar; eine andere große Ortschaft ist Labu.
Durch den Distrikt fließen die Flüsse Temburong und Pandaruan, der Letztere bildet die östliche Grenze zu Malaysia.
Die Bevölkerung besteht größtenteils aus Malaien und Ureinwohnern wie Murut, Kadayan und Iban, die teilweise noch Wanderfeldbau betreiben. Aufgrund seiner vom Mutterland Bruneis abgetrennten Lage und der niedrigen Bevölkerungsdichte gilt Temburong als rückständigster Distrikt Bruneis.

## Gliederung
Temburong gliedert sich in die fünf Bezirke (mukim): Amo, Bangar, Batu Apoi, Bokok und Labu. Auf der untersten Verwaltungsebene werden diese in insgesamt 75 kampung (Dörfer) gegliedert.

## Tourismus
Bis März 2020 war Temburong von der Hauptstadt Bruneis aus nur mit dem Schiff erreichbar. Die Überfahrt dauerte etwa 45 Minuten.

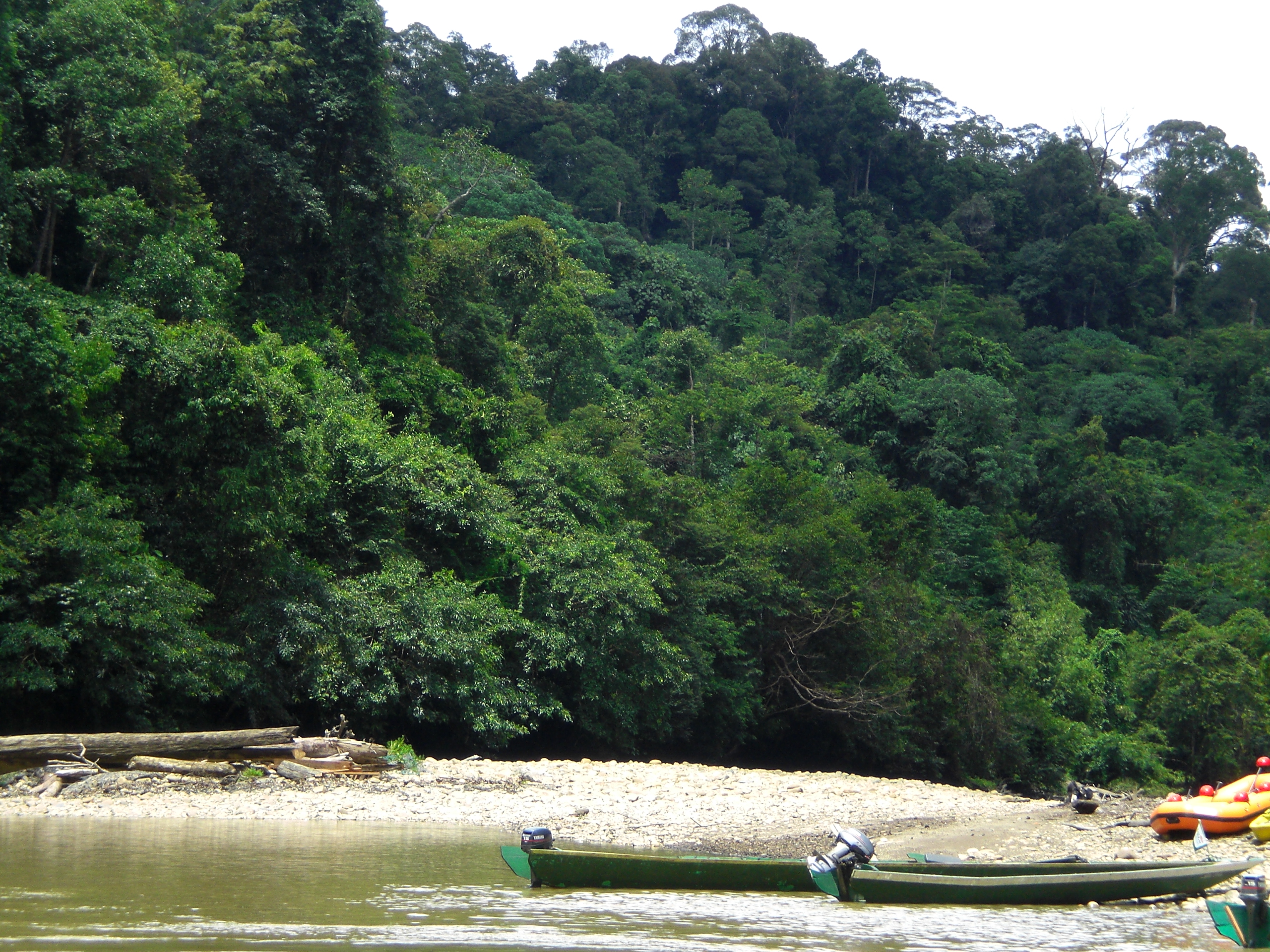
Ulu-Temburong-Nationalpark

In Temburong sind traditionelle Langhäuser der indigenen Dayak-Bevölkerung sowie zahlreiche Tierarten wie Krokodile und Affen zu sehen. Sehenswert sind vor allem:
- der Ulu-Temburong-Nationalpark mit dem größten zusammenhängenden Primärwald auf Borneo
- der Batang-Duri-Park am Temburong-Fluss
- das Batu-Apoi-Waldreservat, das etwa 500 Quadratkilometer umfasst,[3] mit einem Zentrum für Feldstudien des tropischen Regenwaldes (Rainforest Field Studies Centre)
- der Peradayan-Erholungspark
- der 410 Meter hohe Bukit Peradayan
- der 310 Meter hohe Bukit Petoi mit Panoramablick auf das Südchinesische Meer